# Ronde van Frankrijk 2021/Achtste etappe
De achtste etappe van de Ronde van Frankrijk 2021 werd verreden op 3 juli met start in Oyonnax en finish in Le Grand-Bornand.

## Verloop
Het begin van de etappe bevatte geen officiële beklimmingen, maar was wel in de bergachtige Jura. Dit leidde al snel tot terugvallen van rijders naar een bus waarin zich opvallenderwijs ook Geraint Thomas bevond. Diverse ontsnappingspogingen van onder meer Wout Poels en Matej Mohorič hadden aanvankelijk geen succes, maar uiteindelijk werd het restant van het peloton volledig aan stukken gescheurd. Terwijl de groep weer bijeen kwam, probeerde Poels een tweede solo-aanval. Achter hem volgden meer aanvallen, wat uiteindelijk tot een achtervolgende groep van 18 man leidde in een toenemende regen.
Op de eerste van drie beklimmingen van de eerste categorie, de Côte de Mont-Saxonnex, kwam de achtervolgende groep bij Poels, maar Poels won wel de sprint aan de top voor de bergpunten. Tiesj Benoot, Søren Kragh Andersen en Jon Izagirre vielen aan bij het begin van de afdaling, maar Izagirre raakte van de weg en moest zijn medevluchters laten gaan. Ondertussen moest Primož Roglič het peloton laten gaan en moest hij afscheid nemen van zijn klassementsambities.
Bij het begin van de Col de Romme liet Kragh Andersen Benoot achter, en viel de kopgroep uiteen. Michael Woods reed van deze groep weg, en haalde al snel zowel Benoot als Kragh Andersen in. Nairo Quintana, Mattia Cattaneo, Poels en Simon Yates bleven over als achtervolgers waar later nog Guillaume Martin, Izagirre en Dylan Teuns bijkwamen. Geletruidrager Mathieu van der Poel moest in deze klim uit de snel krimpende groep van favorieten lossen. Tadej Pogačar viel aan en alleen Richard Carapaz kon nog enige tijd volgen. Al snel moest ook Carapaz de Sloveen laten gaan. Op de top had Woods ongeveer 1 minuut 20 voorsprong op de achtervolgende groep, en drieënhalve minuut op Pogačar.
In de laatste klim, de Col de la Colombière viel de achtervolgende groep opnieuw uit elkaar. Teuns bleef als laatste over en wist het gat naar Woods te dichten. Pogačar reed snel naar voren op de klim, en kwam als tweede boven, vlak achter Teuns, die kort tevoren bij Woods was weggereden, en vlak voor Woods en Izagirre. In de afdaling wist Teuns de achtervolgers voor te blijven, nadat Pogačar Izagirre en Woods bij zich kreeg.

## Uitslag
| Oyonnax – Le Grand-Bornand (150,8 km) |                        |                        |          |
| Plaats                                | Naam                   | Ploeg                  | Tijd     |
| 1                                     | Dylan Teuns            | Bahrain-Victorious     | 3u54'41" |
| 2                                     | Jon Izagirre           | Astana-Premier Tech    | + 44"    |
| 3                                     | Michael Woods          | Israel Start-Up Nation | + 47"    |
| 4                                     | Tadej Pogačar          | UAE Team Emirates      | + 49"    |
| 5                                     | Wout Poels             | Bahrain-Victorious     | + 2'33"  |
| 6                                     | Simon Yates            | Team BikeExchange      | + 2'43"  |
| 7                                     | Aurélien Paret-Peintre | AG2R-Citroën           | + 3'03"  |
| 8                                     | Guillaume Martin       | Cofidis                | z.t.     |
| 9                                     | Mattia Cattaneo        | Deceuninck–Quick-Step  | + 4'07"  |
| 10                                    | Jonas Vingegaard       | Team Jumbo-Visma       | + 4'09"  |

| Algemeen klassement |                   |                     |           |
| Plaats              | Naam              | Ploeg               | Tijd      |
| Gele trui           | Tadej Pogačar     | UAE Team Emirates   | 29u38'25" |
| 2                   | Wout van Aert     | Team Jumbo-Visma    | + 1'48"   |
| 3                   | Aleksej Loetsenko | Astana-Premier Tech | + 4'38"   |
| 4                   | Rigoberto Urán    | EF Education-Nippo  | + 4'46"   |
| 5                   | Jonas Vingegaard  | Team Jumbo-Visma    | + 5'00"   |
| 6                   | Richard Carapaz   | INEOS Grenadiers    | + 5'01"   |
| 7                   | Wilco Kelderman   | BORA-hansgrohe      | + 5'13"   |
| 8                   | Enric Mas         | Movistar Team       | + 5'15"   |
| 9                   | David Gaudu       | Groupama-FDJ        | + 5'52"   |
| 10                  | Peio Bilbao       | Bahrain-Victorious  | + 6'41"   |

## Nevenklassementen
| Puntenklassement |                      |                       |        |
| Plaats           | Naam                 | Ploeg                 | Punten |
| Groene trui      | Mark Cavendish       | Deceuninck–Quick-Step | 168    |
| 2                | Michael Matthews     | Team BikeExchange     | 113    |
| 3                | Mathieu van der Poel | Alpecin-Fenix         | 103    |

| Bergklassement |               |                        |        |
| Plaats         | Naam          | Ploeg                  | Punten |
| Bolletjestrui  | Wout Poels    | Bahrain-Victorious     | 23     |
| 2              | Michael Woods | Israel Start-Up Nation | 16     |
| 3              | Dylan Teuns   | Bahrain-Victorious     | 12     |

| Jongerenklassement |                  |                   |           |
| Plaats             | Naam             | Ploeg             | Tijd      |
| Witte trui         | Tadej Pogačar    | UAE Team Emirates | 29u38'25" |
| 2                  | Jonas Vingegaard | Team Jumbo-Visma  | + 5'00"   |
| 3                  | David Gaudu      | Groupama-FDJ      | + 5'52"   |

| Ploegenklassement |                    |           |
| Plaats            | Ploeg              | Tijd      |
|                   | Bahrain-Victorious | 89u03'04" |
| 2                 | Astana Pro Team    | + 15'34"  |
| 3                 | Jumbo-Visma        | + 18'27"  |
| 4                 | AG2R-Citroën       | + 25'12"  |
| 5                 | INEOS Grenadiers   | + 28'49"  |

## Opgaves
1e etappe ·
2e etappe ·
3e etappe ·
4e etappe ·
5e etappe ·
6e etappe ·
7e etappe ·
8e etappe ·
9e etappe ·
10e etappe ·
11e etappe ·
12e etappe ·
13e etappe ·
14e etappe ·
15e etappe ·
16e etappe ·
17e etappe ·
18e etappe ·
19e etappe ·
20e etappe ·
21e etappe
Startlijst · Eindstanden · Afbeeldingen